# Юлдашев, Бехзод Садыкович
Бехзод Садыкович (Садикович) Юлдашев (узб. Behzod Sodiqovich Yoʻldoshev / Беҳзод Содиқович Йўлдошев; 9 мая 1945, Ташкент Узбекистан — 28 августа 2024) — физик, организатор науки и общественный деятель, президент Академии наук Республики Узбекистан в 2000—2005 годах и с 2017 года, академик Академии наук Узбекистана (2000), доктор физико-математических наук.

## Биография
Родился 9 мая 1945 года в Ташкенте.
Учась на третьем курсе Ташкентского государственного университета (ныне Национальный университет Узбекистана), стал учеником заведующего кафедрой ядерной физики — академика Садыка Азимовича Азимова, который внёс огромный вклад в развитие ядерных наук в Узбекистане. Вместе с близким другом Кадыром Гафуровичем Гуламовым, построил установку для изучения вариаций космических лучей — для изучения изменений во времени потоков космических лучей.
В 1968 году окончил с отличием физический факультет Ташкентского государственного университета, по специальности ядерная физика.
В 1968—1971 годах — младший научный сотрудник института ядерной физики АН Узбекистана с прикомандированием в Объединённый институт ядерных исследований (ОИЯИ), в городе Дубна.
В 1971 году защитил кандидатскую диссертацию в ОИЯИ. Является самым молодым кандидатом наук-экспериментатором в истории этого института.
Работал младшим научным сотрудником Института ядерной физики Академии наук РУз.
В 1972—1983 годах — старший научный сотрудник ИЯФ.
В 1981 году стал доктором физико-математических наук в ИЯФ.
В 1984—1990 годах — заведующий лабораторией ФТИ АН РУ.
В июне 1990 года избран директором ИЯФ АН РУ. На этой должности он работал до июня 2006 года.
С 1995 года по 2000 год заведовал кафедрой ядерной физики ТашГУ.
В 1994 году был избран членом-корреспондентом Академии наук Республики Узбекистан, в 2000 году — академиком.
В 2000 году стал президентом Академии наук Республики Узбекистан, был освобождён от должности 21 ноября 2005 года по указанию президента Узбекистана Ислама Каримова.
Одновременно, с октября 2000—2005 годов депутат Олий Мажлиса 2-го созыва (вместо выбывшего) по Паркентскому избирательному округу № 160. Выдвинут от Национально-демократической партии Узбекистана «Фидокорлар».
24 января 2005 года президент Узбекистана Ислам Каримов своим указом назначил Юлдашева сенатором Олий мажлиса республики Узбекистан.
Свыше 5 лет работал в США, выполняя эксперименты в различных ядерных центрах. Также работал в международных энергетических организациях: около 4 лет проработал в Международном агентстве по атомной энергии (МАГАТЭ, Вена, Австрия), курировал атомные проекты по ядерной безопасности и созданию новых типов ядерных реакторов и др. Приглашённый профессор Стэнфордского университета в 2007—2008 и 2010—2011 гг. В качестве приглашённого профессора проводил также исследования в Университете Вашингтона (США), и в ОИЯИ (Дубна, РФ).
В 2006—2017 годах — заведующий лабораторией Института ядерной физики АН РУз.
10 января 2017 года на общем собрании Академии наук Республики Узбекистан вновь избран Президентом Академии наук.
Умер 28 августа 2024 года в возрасте 79 лет.

## Научные работы
Бехзод Юлдашев являлся научным руководителем (spokesman) двух экспериментов, проведенных группами международных учёных на ускорителях Национальной ускорительной лаборатории Fermilab (США) и TRIUMF (Ванкувер, Канада). Принимал участие в проводимых экспериментах на Большом Адронном Коллайдере (Large Hadron Collider) в Европейском центре ядерных исследований (CERN, Женева, Швейцария) и в ОИЯИ.
Юлдашев был руководителем целого ряда крупных проектов по ядерной безопасности и решению вопросов по ядерному нераспространению.
Основным направлением научно-организационной деятельности  Юлдашева была связана с вопросами физики элементарных частиц, ядерной физики, применением ядерных технологий в медицине, аграрном секторе и промышленности.
Автор более 300 научных трудов, в том числе 3 монографий и 20 изобретений, подготовил 9 докторов и более 30 кандидатов наук.
Юлдашевым впервые экспериментально доказано существование единого механизма адронизации кварков во взаимодействиях нейтрино (лептонов) и адронов высоких энергий с ядрами. Им впервые получены и интерпретированы экспериментальные указания на существование нового типа адронной материи — узких дибарионных резонансов (dibaryon), обнаружен эффект существования локальных свойств внутриядерной материи.

## Награды
- Лауреат Государственной премии УзССР имени Беруни (1983)
- Иностранный член Национальной академии наук Казахстана[12]
- Член Американского физического общества, фелло университета штата Индиана и Кембриджского университета, почётный профессор Самаркандского государственного университета
- Член Академии стран исламского мира (Islamic World Academy of Sciences[англ.], Амман, Иордания)
- Почётный доктор Объединённого института ядерных исследований (2005)
- Академик Международной ассоциации академий наук (МААН)
- Член высшей Аттестационной комиссии Министерства образования и науки Российской Федерации.
- Член Международного учёного совета ОИЯИ (1995—2005 г.г., с 2019 г. — по настоящее время).
- Орден «Мехнат шухрати» (22 августа 2003)[13]
- Лауреат международной премии ЕСО (2004)
- Иностранный член РАН[14] по специальности «Нанотехнологии и информационные технологии»[15]
- Награждён золотой медалью НАН Казахстана.
- Орден «Уважаемому народом и Родиной» (28 августа 2011)[16].
- Заслуженный деятель науки Республики Каракалпакстан.
- Почётное звание «Заслуженный деятель науки Республики Узбекистан» (28 августа 2018)[17]

## Семья
Был женат, имел двух сыновей.